# Pilar Llop Cuenca
María Pilar Llop Cuenca (Madrid, 3 d'agost de 1973) és una jutgessa i política espanyola.

## Trajectòria
Pilar Llop va néixer a Madrid, tot i que el seu pare era de Barcelona i la seva mare, nascuda a Madrid, és d'ascendència asturiana. Es va llicenciar en Dret per la Universitat Complutense de Madrid (UCM) i s'especiaitzà en traducció jurídica anglès-espanyol per la Universitat d'Alacant. Va ingressar a la carrera judicial el 1999. Fou magistrada des del 2004 i jutgessa d'instrucció entre 2001 i 2011.
Candidata al número 8 de la llista del Partit Socialista Obrer Espanyol (PSOE) per a les eleccions a l'Assemblea de Madrid de maig de 2015, encapçalada per Ángel Gabilondo, va ser escollida diputada de la desena legislatura del parlament regional. El juliol de 2018 va ser nomenada delegada del Govern per a la Violència de Gènere pel Consell de Ministres presidit per Pedro Sánchez. Al desembre de 2019 fou designada Presidenta del Senat.
El juliol de 2021, Llop va ser nomenada Ministra de Justícia d'Espanya, del govern de Pedro Sánchez, en substitució de Juan Carlos Campo. El 12 de juliol va abandonar la presidència del Senat d'Espanya, sent reemplaçada per Ander Gil García, fins llavors portaveu del PSOE a la cambra alta. Fou cessada del càrrec el 20 de novembre de 2023 sent substituïda per Félix Bolaños

## Referències

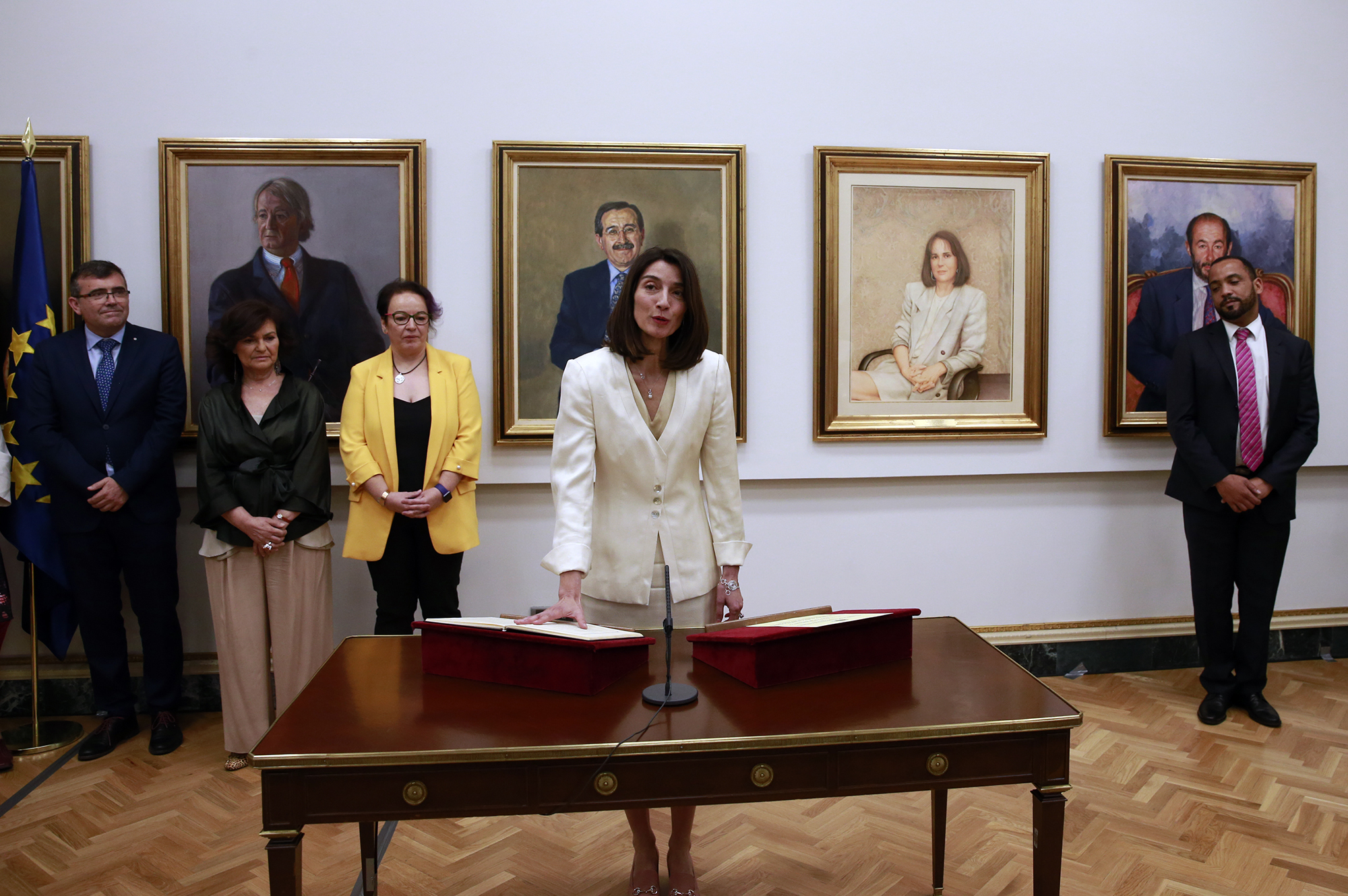
Presa de possessió com a Delegada del Govern per a la Violència de Gènere (2018)